# Marmosa robinsoni
Marmosa robinsoni is een zoogdier uit de familie van de Opossums (Didelphidae). De wetenschappelijke naam van de soort werd voor het eerst geldig gepubliceerd door Outram Bangs in 1898.

## Voorkomen
De soort komt voor in Belize, Colombia, Ecuador, Grenada, Honduras, Panama, Peru, Trinidad en Tobago en Venezuela.